# Gangsta Grillz: The Album
Gangsta Grillz: The Album è il primo album in studio del DJ statunitense DJ Drama, pubblicato nel 2007.

## Tracce
1. The Setup – 2:59
2. Gangsta Grillz (featuring Lil' Jon) – 1:28
3. Feds Takin' Pictures (featuring Young Jeezy, Willie the Kid, Jim Jones, Rick Ross, Young Buck & T.I.) – 4:20
4. Keep It Gangsta (featuring Yo Gotti, Webbie & Lil' Boosie) – 4:30
5. Cannon (Remix) (featuring Lil' Wayne, Willie the Kid, Freeway & T.I.) – 4:48
6. Makin' Money Smokin' (featuring Willie the Kid & La the Darkman) – 4:17
7. 5000 Ones (featuring Nelly, T.I., Yung Joc, Willie the Kid, Young Jeezy, Diddy & Twista) – 5:03
8. The Art of Storytellin' Part 4 (featuring Outkast & Marsha Ambrosius) – 4:57
9. Katt Williams Interlude (with Katt Williams) – 1:12
10. 187 (featuring Project Pat, B.G., 8Ball and MJG) – 4:07
11. The Mad DJ – 1:28
12. Beneath The Diamonds (featuring Devin the Dude, Twista, La the Darkman & Denaun Porter) – 4:01
13. Talk Bout Me (featuring Young Buck, Lloyd Banks & Tony Yayo) – 4:15
14. No More (featuring Lloyd, Willie the Kid & T.I.) – 3:41
15. Diddy Interlude (with Diddy) – 1:04
16. Throw Ya Sets Up (featuring Yung Joc, Willie the Kid, Jadakiss & La the Darkman) – 4:15
17. Aye (featuring Young Dro & Big Kuntry King) – 4:35
18. Grillz Gleamin' (featuring Lil' Scrappy, Bohagon, Diamond & Princess) – 4:07
19. Gettin' Money (featuring Paul Wall, Killa Kyleon, Lil' Keke & Slim Thug) – 3:58
20. Outro – 0:53
21. Cheers (featuring Pharrell & Clipse) – 4:52